# Jeong Dong-sik
Jeong Dong-sik (* 17. September 1980) ist ein südkoreanischer Fußballschiedsrichter. Er ist seit 2013 K-League-Schiedsrichter und pfeift Spiele der K League Classic und der K League Challenge.